# Světový pohár v biatlonu 2014/2015 – Pokljuka
3. podnik Světového poháru v biatlonu v sezóně 2014/15 probíhal od 17. do 21. prosince 2014 ve slovinské Pokljuce. Na programu podniku byly závody ve sprintech, stíhací závody a závody s hromadným startem.
Ve sprintu překonala česká reprezentantka Gabriela Soukalová problémy z úvodu sezony a poprvé v ní zvítězila. Na střelnici své rány raději trochu pozdržela, ale neudělala ani jednu chybu, čímž položila základ vítězství. Využila také toho, že Běloruska Domračevová netrefila dva terče a vedoucí závodnice Světového poháru Finka Mäkäräinenová čtyři. Soukalová tak zopakovala své vítězství ze stejného stadionu z roku 2012. V následném stíhacím závodě se Soukalové nedařilo, ale svou formu potvrdila v závodu s hromadným startem. V něm skončila čtvrtá; její kolegyně Vítková desátá.
Závody mužů zde ovládlo Rus Šipulin, který ze tří startů získal dvě první místa a jedno druhé. Z českých reprezentantů skončil nejlépe Ondřej Moravec na 5. místě ve stíhacím závodu.

## Program závodů
Program podle oficiálních stránek.
| Datum        | Disciplína                       | Začátek (SEČ) | Počet závodníků |
| ------------ | -------------------------------- | ------------- | --------------- |
| 18. prosince | Sprint (ženy)                    | 14:25         | 98              |
| 19. prosince | Sprint (muži)                    | 14:25         | 103             |
| 20. prosince | Stíhací závod (ženy)             | 11:15         | 57              |
| 20. prosince | Stíhací závod (muži)             | 13:30         | 59              |
| 21. prosince | Závod s hromadným startem (ženy) | 11:30         | 30              |
| 21. prosince | Závod s hromadným startem (muži) | 13:30         | 30              |

## Pořadí zemí
| Pořadí | Země      | 1. místo | 2. místo | 3. místo | Celkově |
| ------ | --------- | -------- | -------- | -------- | ------- |
| 1.     | Rusko     | 2        | 1        | 0        | 3       |
| 2.     | Finsko    | 1        | 1        | 0        | 2       |
| 3.     | Norsko    | 1        | 0        | 1        | 2       |
| 3.     | Bělorusko | 1        | 0        | 1        | 2       |
| 5.     | Česko     | 1        | 0        | 0        | 1       |
| 6.     | Francie   | 0        | 2        | 1        | 3       |
| 7.     | Rakousko  | 0        | 1        | 1        | 2       |
| 8.     | Itálie    | 0        | 1        | 0        | 1       |
| 9.     | Ukrajina  | 0        | 0        | 2        | 2       |
|        | Celkem    | 6        | 6        | 6        | 18      |

## Umístění na stupních vítězů

### Muži
| Disciplína                        | První místo         | Výkon   | Druhé místo          | Výkon   | Třetí místo         | Výkon   |
| Sprint (10 km)                    | Anton Šipulin       | 23:18,6 | Dominik Landertinger | 23:30,5 | Emil Hegle Svendsen | 23:42,7 |
| Stíhací závod (12,5 km)           | Emil Hegle Svendsen | 30:43,3 | Anton Šipulin        | 31:01,1 | Martin Fourcade     | 31:42,8 |
| Závod s hromadným startem (15 km) | Anton Šipulin       | 35:16,8 | Martin Fourcade      | 35:18,0 | Simon Eder          | 35:18,2 |

### Ženy
| Disciplína                          | První místo         | Výkon   | Druhé místo         | Výkon   | Třetí místo           | Výkon   |
| Sprint (7,5 km)                     | Gabriela Soukalová  | 20:17,3 | Dorothea Wiererová  | 20:35,7 | Valentyna Semerenková | 20:42,0 |
| Stíhací závod (10 km)               | Darja Domračevová   | 29:55,9 | Kaisa Mäkäräinenová | 30:05,9 | Valentyna Semerenková | 30:32,7 |
| Závod s hromadným startem (12,5 km) | Kaisa Mäkäräinenová | 34:18,8 | Anaïs Bescondová    | 34:26,4 | Naděžda Skardinová    | 34:34,6 |